# Niederried bei Interlaken
Niederried bei Interlaken é uma comuna da Suíça, no Cantão Berna, com cerca de 365 habitantes. Estende-se por uma área de 4,29 km², de densidade populacional de 85 hab/km². Confina com as seguintes comunas: Bönigen, Habkern, Iseltwald, Oberried am Brienzersee, Ringgenberg.
A língua oficial nesta comuna é o Alemão.